# Pulakesin I

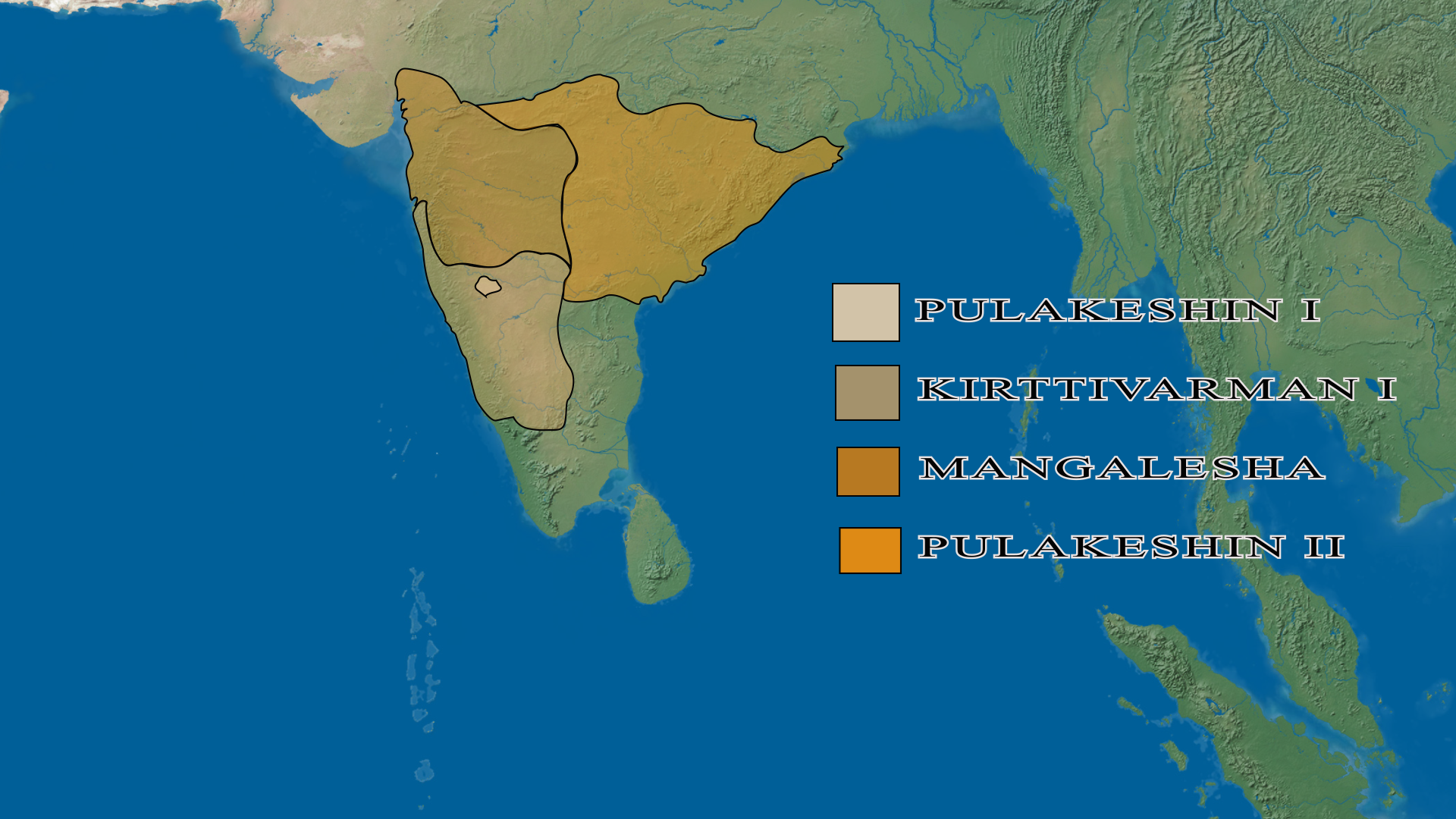
Witte zone is Vatapi

Pulakesin I (†ca.566) was de stichter van de Chalukyadynastie in Midden-India, de Dekan.
Zijn vader Ranaraga was een vazal van de Kadambadynastie. Rond het jaar 540 tijdens het verval van de Kadamba's verklaarde Pulakesin zich onafhankelijk en stichtte Vatapi, de hoofdstad van zijn rijk.
Epigrafisch bewijs suggereert dat Pulakeshin een aanhanger was van het Vedisme en dat hij rituelen, Shrauta, zoals de Ashvamedha toepaste.
Hij werd opgevolgd door zijn zoon Kirtivarman I.